# Prix Edmond-Henry
Le prix Edmond-Henry est une course hippique de trot monté se déroulant au mois d'octobre sur l'hippodrome de Vincennes (en novembre avant 2022).
C'est une course de Groupe II réservée aux chevaux de 5 ans (aux 4 et 5 ans avant 2010, 5 et 6 ans de 2011 à 2021), hongres exclus, ayant gagné au moins 45 000 € (conditions en 2024).
Elle se court sur la distance de 2 700 mètres (grande piste), départ volté. En 2024, l'allocation est de 120 000 €, dont 54 000 € pour le vainqueur.
L'épreuve honore la mémoire du journaliste Edmond Henry qui, avant de devenir député du Calvados, contribua, aux côtés de son ami Henri Legoux-Longpré, à la transformation de l'hippodrome de Vincennes en temple du trot à la fin des années 1870. Créée en juin 1909, la course prend alors dans le calendrier la place du prix Petite Chance aux conditions similaires. Les millésimes alternent les versions en trot attelé et en trot monté jusqu'en 1935, année à partir de laquelle le Prix Edmond Henry est définitivement disputé au trot monté.

## Palmarès depuis 1956
| Année | Vainqueur          | Père             | Pays   | Jockey                  | Entraîneur              | Distance | Temps  |
| ----- | ------------------ | ---------------- | ------ | ----------------------- | ----------------------- | -------- | ------ |
| 2024  | Jeroboam d'Érable  | Prodigious       | France | Damien Bonne            | Clément Thomain         | 2 700 m  | 1'13"1 |
| 2023  | I Can Dream        | Ubriaco          | France | Alexandre Abrivard      | Laurent-Claude Abrivard | 2 700 m  | 1'13"9 |
| 2022  | Hanna des Molles   | Village Mystic   | France | Alexandre Abrivard      | Laurent-Claude Abrivard | 2 700 m  | 1'13"5 |
| 2021  | Granvillaise Bleue | Jag de Bellouet  | France | Camille Levesque        | Pierre Levesque         | 2 700 m  | 1'12"7 |
| 2020  | Étoile de Bruyère  | Kénor de Cossé   | France | Adrien Lamy             | Charles Dreux           | 2 700 m  | 1'12"8 |
| 2019  | Dynasty Péji       | Prodigious       | France | Damien Bonne            | Damien Bonne            | 2 700 m  | 1'12"5 |
| 2018  | Traders            | Ready Cash       | France | Yoann Lebourgeois       | Philippe Allaire        | 2 700 m  | 1'13"9 |
| 2017  | Traders            | Ready Cash       | France | Yoann Lebourgeois       | Philippe Allaire        | 2 700 m  | 1'13"6 |
| 2016  | Attentionally      | Jasmin de Flore  | France | David Thomain           | Paul Viel               | 2 700 m  | 1'14"6 |
| 2015  | Américaine         | Chef du Châtelet | France | Antoine Wiels           | Jean-Paul Marmion       | 2 700 m  | 1'14"6 |
| 2014  | Ultissimo          | Gobernador       | France | Mathieu Mottier         | Dominique Mottier       | 2 700 m  | 1'13"7 |
| 2013  | Un Team de Nacre   | First de Retz    | France | Damien Bonne            | Vincent Martens         | 2 850 m  | 1'14"8 |
| 2012  | Singalo            | Goetmals Wood    | France | Éric Raffin             | Louis Baudron           | 2 850 m  | 1'13"7 |
| 2011  | Save The Quick     | Jasmin de Flore  | France | Éric Raffin             | Franck Leblanc          | 2 850 m  | 1'13"7 |
| 2010  | Quarla             | Extreme Dream    | France | Franck Nivard           | Claude Campain          | 2 850 m  | 1'14"6 |
| 2009  | Quaïd Select       | If Only          | France | Martial Viel            | André-Henri Viel        | 2 850 m  | 1'14"6 |
| 2008  | Quido du Goutier   | Extreme Dream    | France | Éric Raffin             | Sébastien Guarato       | 2 850 m  | 1'14"9 |
| 2007  | Orchidée Blonde    | Chef du Chatelêt | France | Anthony Barrier         | Jean-Baptiste Bossuet   | 2 850 m  | 1'15"7 |
| 2006  | Nomade du Digeon   | Alpha Barbés     | France | Philippe Masschaele     | Jean-Michel Bazire      | 2 850 m  | 1'15"  |
| 2005  | Mirza du Vivier    | Cezio Josselyn   | France | Nathalie Henry          | Éric Lebon              | 2 850 m  | 1'16"7 |
| 2004  | Miss Castelle      | Goetmals Wood    | France | Philippe Masschaele     | Thierry Duvaldestin     | 2 700 m  | 1'16"7 |
| 2003  | Levant de Saintile | Volcan du Vivier | France | Franck Nivard           | Vincent Raimbault       | 2 700 m  | 1'18"  |
| 2002  | Com Lear           | Shergon          | Suède  | Philippe Masschaele     | Jarmo Niskanen          | 2 700 m  | 1'17"  |
| 2001  | Itou Jim           | Arnaqueur        | France | Ludovic Mollard         | Jean-Marie Monclin      | 2 700 m  | 1'17"8 |
| 2000  | Hutin Tébé         | Odin de la Vente | France | Michel Lenoir           | Jacques Bruneau         | 2 700 m  | 1'18"4 |
| 1999  | Holly du Locton    | Viking's Way     | France | Jean-Paul Piton         | Philippe Allaire        | 2 725 m  | 1'16"7 |
| 1998  | Gai Brillant       | Podosis          | France | Jean-Philippe Mary      | Philippe Allaire        | 2 725 m  | 1'17"3 |
| 1997  | Express Road       | James Pile       | France | Jean-Paul Piton         | Philippe Allaire        | 2 725 m  | 1'18"5 |
| 1996  | Dream With Me      | Tarass Boulba    | France | François Roussel        | Alain Roussel           | 2 700 m  | 1'16"7 |
| 1995  | Courlis du Pont    | Opus Dei         | France | Philippe Békaert        | Ulf Nordin              | 2 200 m  | 1'14"9 |
| 1994  | Balzac             | Niflosac         | France | Pierre Levesque         | Bertrand de Folleville  | 2 175 m  | 1'18"  |
| 1993  | Anita de la Vallée | Le Loir          | France | Jean-Marie Monclin      | Loic-Désiré Abrivard    | 2 175 m  | 1'18"6 |
| 1992  | Vaflosa Gédé       | Lurabo           | France | Yves Dreux              | Mme Georges Dreux       | 2 275 m  | 1'18"  |
| 1991  | Une Caudrésienne   | Nicos du Vivier  | France | Laurent-Claude Abrivard | Ulf Nordin              | 2 300 m  | 1'18"1 |
| 1990  | Ukir de Jemma      | Fakir du Vivier  | France | Jean-Philippe Mary      | Jean-Luc Dersoir        | 2 300 m  | 1'17"4 |
| 1989  | Surprise Poterie   | Hellouet         | France | Jean-Pierre Thomain     | Lucien Haize            | 2 300 m  | 1'18"9 |
| 1988  | Reine du Corta     | Ura              | France | Michel Lenoir           | Alain Roussel           | 2 325 m  | 1'17"3 |
| 1987  | Quambona           | Chambon P        | France | Pierre Levesque         | Henri Levesque          | 2 300 m  | 1'19"5 |
| 1986  | Potin d'Amour      | Chambon P        | France | Yves Dreux              | Jan Kruithof            | 2 325 m  | 1'18"3 |
| 1985  | Oppoka Mabon       | Bill D           | France | Yves Dreux              | André-Louis Dreux       | 2 300 m  | 1'19"4 |
| 1984  | Noce de Porphyre   | Ugolin           | France | Alain Laurent           | Philippe Mortagne       | 2 300 m  | 1'18"1 |
| 1983  | Montsurvent        | Vasco            | France | Yves Dreux              | François Brohier        | 2 250 m  | 1'20"2 |
| 1982  | Luga               | Quioco           | France | Yves Dreux              | Bernard Desmontils      | 2 250 m  | 1'19"2 |
| 1981  | Loustic de la Tour | Tatius           | France | Michel-Marcel Gougeon   | Robert Ricklin          | 2 250 m  | 1'19"6 |
| 1980  | Kaiser Trot        | Canino           | France | Pascal Békaert          | Joël Hallais            | 2 250 m  | 1'19"2 |
| 1979  | Idrope             | Quérido II       | France | Jean Mary               | Roger Baudron           | 2 250 m  | 1'19"3 |
| 1978  | Honnête            | Quérido II       | France | Louis Sauvé             | Georges Dreux           | 2 250 m  | 1'19"8 |
| 1977  | Guéridia           | Quérido II       | France | Philippe Békaert        |                         | 2 250 m  | 1'19"7 |
| 1976  | Fanacques          | Kerjacques       | France | Louis Sauvé             |                         | 2 250 m  | 1'19"9 |
| 1975  | Elpénor            | Quioco           | France | Jean Mary               |                         | 2 250 m  | 1'20"  |
| 1974  | Darold II          | Harold D III     | France | Yves Martin             |                         | 2 250 m  | 1'20"6 |
| 1973  | Cocktail Bellêmois | Hector II        | France |                         |                         | 2 250 m  |        |
| 1972  | Borgia III         | Niky des Étangs  | France | Gérard Mascle           |                         | 2 150 m  | 1'21"  |
| 1971  | Arbella            | Harold D III     | France | Gérard Mascle           |                         | 2 250 m  | 1'18"8 |
| 1970  | Vigneron           | Malbrough        | France | Pierre Giffard          |                         | 2 050 m  | 1'20"5 |
| 1969  | Ura                | Carioca II       | France | Michel-Marcel Gougeon   |                         | 2 250 m  | 1'20"3 |
| 1968  | Tabriz             | Feu Follet X     | France | Pierre Giffard          |                         | 2 250 m  | 1'20"  |
| 1967  | Sadoc              | Abner            | France | Jean Mary               |                         | 2 250 m  | 1'21"3 |
| 1966  | Reine de Mars B    | Harold D III     | France | Jean Mary               |                         | 2 250 m  | 1'21"  |
| 1965  | Quito P II         | Hoaro            | France | Gaston Peltier          |                         | 2 250 m  | 1'20"9 |
| 1964  | Quovaria           | Carioca II       | France |                         |                         | 2 250 m  | 1'20"7 |
| 1963  | Prince des Veys    | Fandango         | France | Jean Mary               |                         | 2 250 m  | 1'20"5 |
| 1962  | Ol Est B           | Harold D III     | France | François Brohier        |                         | 2 250 m  |        |
| 1961  | Noble Épine        | Aristo           | France | Jean Mary               |                         | 2 250 m  | 1'20"  |
| 1960  | LB Anna            | Chambon          | France | François Brohier        |                         | 2 250 m  | 1'22"4 |
| 1959  | Lourinella         |                  | France | Jean Mary               |                         | 2 250 m  | 1'21"8 |
| 1958  | Jannot III         | Quiroga II       | France | R. Bals                 |                         | 2 250 m  | 1'22"6 |
| 1957  | Job                | Loudéac          | France | Maurice Riaud           |                         | 2 600 m  | 1'22"7 |
| 1956  | Hamelet II         |                  | France | Michel-Marcel Gougeon   |                         | 2 600 m  | 1'25"2 |

## Sources
- Pour les conditions de course et les dernières années du palmarès : site de la SETF
- Pour les courses plus anciennes : archives des quotidiens  (Ouest-France, Sud-Ouest…)